# Igreja Católica na Geórgia
A Igreja Católica na Geórgia faz parte da Igreja Católica universal, sob a liderança espiritual do Papa e da  Cúria Romana. Foi composta, desde o século XI, principalmente por católicos do rito latino. Comunidades católicas do rito armênio existem no país desde o século XVIII. Algumas fontes citam que há cerca de 200.000 católicos no país, ou 3% da população.
A comunidade dos católicos de rito bizantino georgiano, embora pequena, existe há vários séculos, mas não constitui, contudo, uma igreja autônoma (sui iuris). O cânon 27 do Código dos Cânones das Igrejas Orientais define essas Igrejas sob uma hierarquia própria e reconhecidas como autônomas pela autoridade suprema da Igreja. "Nenhuma igreja greco-católica georgiana organizada existiu", no entanto, fora da Geórgia, "uma pequena paróquia católica bizantina georgiana existe há muito tempo em Istambul. Atualmente está sem um sacerdote. Ordens religiosas masculinas e femininas" da Imaculada Conceição "foram fundadas lá em 1861, mas não subsistiram". Ela nunca foi estabelecida como igreja particular reconhecida de qualquer nível (exarcado, ordinariato, etc.), dentro da comunhão das Igrejas Católicas, e consequentemente nunca apareceu na lista de Igrejas Católicas Orientais, publicada pelo Anuário Pontifício.

## História
O cristianismo na Geórgia começou com a evangelização por São Nino, no século IV. A Igreja Ortodoxa Georgiana então se desenvolveu na tradição ortodoxa bizantina, embora o contato com Roma tenha ocorrido. O Grande Cisma não terminou imediatamente os contatos entre a Geórgia e Roma, embora a ruptura tenha sido reconhecida em meados do século XIII.
Nessa época, missionários católicos tornaram-se ativos na Geórgia, estabelecendo pequenas comunidades latinas. Um bispado do rito latino foi estabelecido em 1329 em Tbilisi, mas foi permitida sua supressão após a nomeação do décimo quarto, e último de sua linha de bispos, em 1507, devido à falta de apoio entre os georgianos.
Em 1626, os teatinos e capuchinhos organizaram novas missões a fim de se estabelecer na Geórgia. Nos séculos seguintes, uma comunidade de católicos latinos começou a se formar, sendo os membros dessa comunidade comumente referidos como "franceses", que era a nacionalidade dominante dos missionários. Ambas as ordens foram expulsas pelo governo russo em 1845.
No entanto, um acordo entre o Papa Pio IX e o czar Nicolau I, em 1848, permitiu o estabelecimento da Diocese de Tiraspol. Ela foi sediada na Rússia, mas todos os católicos da Transcaucásia, incluindo os georgianos, foram inclusas a ela. Hoje em dia essa diocese é chamada Diocese de São Clemente em Saratov.
No final do século XIX, alguns católicos georgianos desejavam usar o rito bizantino tradicional da Geórgia, mas foram frustrados pela proibição de grupos bizantinos pelo Império Russo. Consequentemente, uma vez que os czares proibiram seus súditos católicos de usar o rito bizantino, e, com isso, a Santa Sé não promoveu seu uso entre os georgianos. Alguns deles, clérigos e leigos, adotaram o rito armênio. Existia nessa época a Diocese católica armênia de Artvin, que fora instalada na Transcaucásia russa em 1850. Agora essa é considerada meramente uma sé titular, listada como tal no Anuário Pontifício.
Fora do Império Russo, em Constantinopla, Pétre Kharistshirashvili fundou em 1861 duas congregações religiosas da Imaculada Conceição, uma para os homens e outra para as mulheres. Estes serviram os católicos georgianos que viviam na então capital do Império Otomano. Eles também serviram em Montauban-de-Picardie, na França. Essas congregações estão extintas há muito tempo, embora alguns de seus membros ainda estivessem vivos no final dos anos 50. O prédio que abrigava a congregação masculina, Fery-Quoa, ainda fica em Istambul, agora em propriedade privada. Seu clero deu aos católicos georgianos em Constantinopla a possibilidade de realizar suas atividades de acordo com o rito bizantino georgiano, mas eles estavam sob a autoridade do bispo católico latino local. O padre católico georgiano Michel Tamarati foi o primeiro a estudar a história do catolicismo na Geórgia, produzindo, por fim, em 1911, uma obra que foi muito citado muito citada A Igreja Georgiana desde Suas Origens até os Dias Atuais (em francês:  L'Eglise géorgienne des origines jusqu à nos jours).

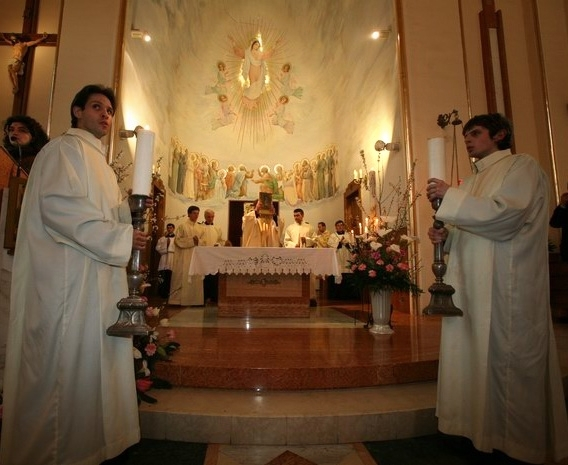
Interior da catedral de Tbilisi

Somente após a concessão da liberdade religiosa na Rússia em 1905, alguns católicos georgianos retomaram o rito bizantino, sem chegar ao estágio de ter uma diocese separada (igreja particular) estabelecida para eles.
No início da Primeira Guerra Mundial, os católicos da Geórgia eram cerca de 50.000; cerca de 40.000 destes eram de rito latino, e os outros principalmente de rito armênio. Canonicamente, eles dependiam da Diocese de Tiraspol, que tinha sua sede em Saratov, no Rio Volga.
No breve período de independência da Geórgia, entre 1918 e 1921, alguns influentes georgianos manifestaram interesse em se unir à Igreja de Roma, e um pedido foi enviado de Roma em 1919 para examinar a situação. Como resultado do início da guerra civil e da ocupação soviética, o pedido não deu em nada.
Em 1920, estimava-se que, de 40.000 católicos na Geórgia, 32.000 eram latinos e o restante do rito armênio
Algumas fontes afirmam que, na década de 1930, um exarca foi nomeado para católicos de rito bizantino na Geórgia. Esta declaração não é apoiada por evidência objetiva, e teria sido de fato surpreendente se a Santa Sé o tivesse feito durante aquele período, quando o governo soviético estava forçando todos os católicos de rito bizantino a se unirem à Igreja Ortodoxa Russa.

## Organização

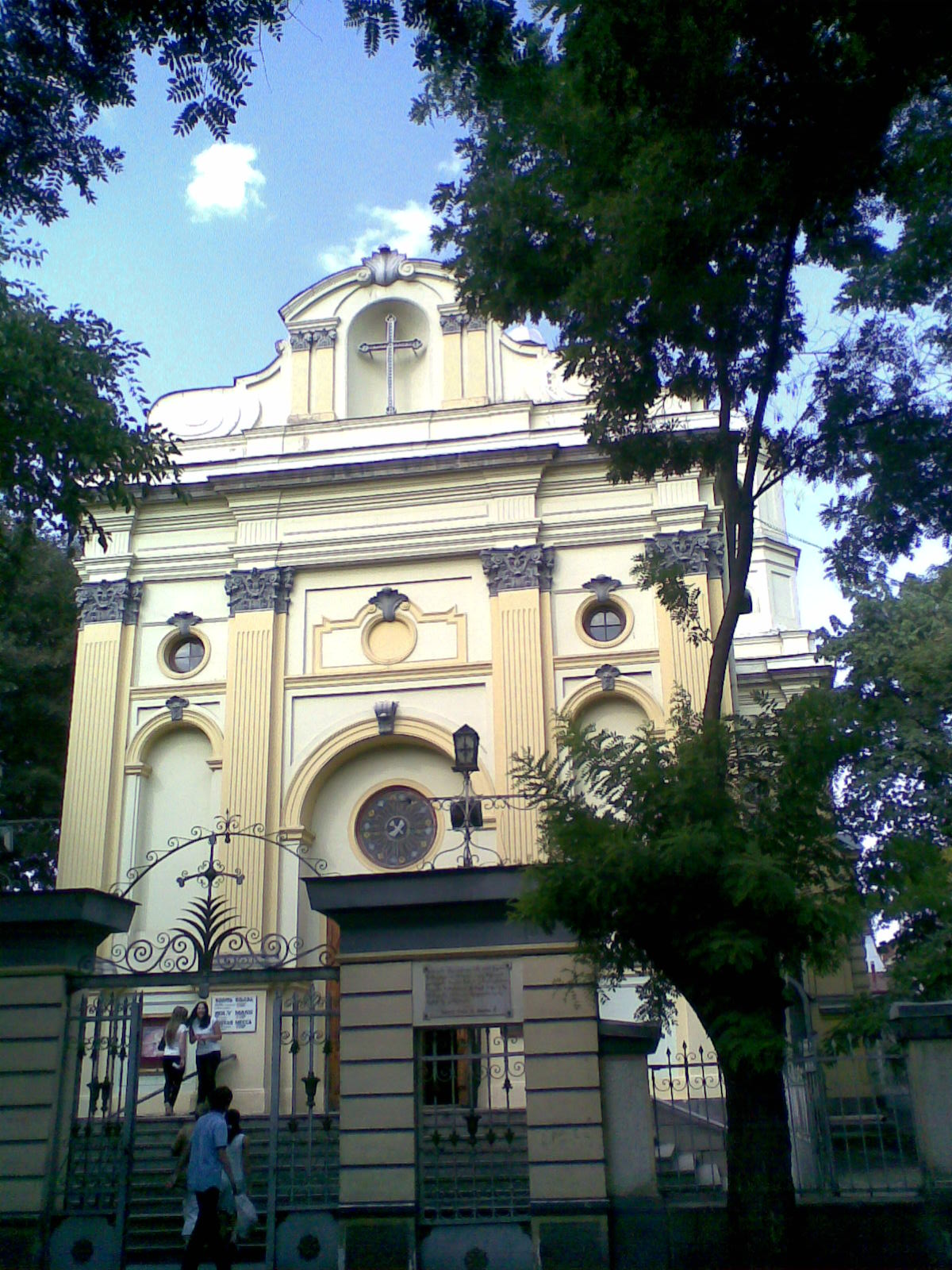
Catedral de São Pedro e São Paulo, em Tbilisi

Após o colapso da União Soviética, uma administração apostólica do rito latino foi estabelecida em 30 de dezembro de 1993, sob o nome de Administração Apostólica do Cáucaso. Com sede na capital da Geórgia, Tbilisi, com um território que inclui a Geórgia e a Armênia; até 2001 o Azerbaijão também estava incluso. Calcula-se o número dos fiéis em 50.000, número muito semelhante ao dos católicos georgianos em 1914.
Os georgianos de rito armênio estão sob os cuidados do Ordinariato para os católicos armênios na Europa Oriental, que foi estabelecido em 13 de julho de 1991, cobrindo uma vasta área incluindo a Rússia e a Ucrânia, muito mais vasta que a Geórgia, que tem cerca de 400.000 fiéis ao todo, segundo o Anuário Pontifício de 2012.

## Nunciatura Apostólica
A nunciatura apostólica da Geórgia foi instituída em 24 de maio de 1992 por meio do breve apostólico Quo plenius confirmentur, do Papa João Paulo II. O núncio apostólico também é responsável pela Igreja Católica na Armênia.